# Virtual Chess 64
Virtual Chess 64 est un jeu vidéo d'échecs sorti en 1998 sur Nintendo 64. Le jeu a été développé et édité par Titus Software.
Il fait suite à Virtua Chess et Virtual Chess II.

## Système de jeu
Le jeu reprend les mécanismes du jeu d'échecs traditionnel. Il offrait deux visuels possibles : en 2D où l'on pouvait choisir entre trois thèmes de pièce, ou alors le mode le plus esthétique, en 3D.
Le mode 3D montrait, lorsqu'une pièce était prise, une cinématique humoristique montrant l'affrontement imagée des deux pièces. Les pièces blanches appartenaient à l'univers de fées avec ses licornes ou ses magiciens, alors que les pièces noires appartenaient au monde des barbares avec ses catapultes et guerriers.
Il disposait aussi d'un didacticiel afin d'apprendre au néophyte les règles du jeu.
Il disposait aussi d'une aide de jeu afin de conseiller le joueur lors des parties, et de plusieurs niveaux de difficulté, dont deux faisaient volontairement des erreurs.